# デニス・アイテキン
デニス・アイテキン（Deniz Aytekin、1978年7月21日 - ）は、トルコ出身のドイツのサッカー審判員。バイエルンサッカー協会のTSVアルテンバーグの審判を務める。国際サッカー連盟 (FIFA) 登録の国際審判員で、欧州サッカー連盟 (UEFA) における審判員のトップランクである「エリート」としてランク付けされている。

## 審判としてのキャリア
2008年9月27日に彼の最初のブンデスリーガの試合としてヘルタ・ベルリン対エネルギー・コットブスの試合を担当。この試合でアイテキンははコットブスのGKゲルハルト・トレメルへものを含め、4枚のイエローカードを提示した。
2017年3月8日にはカンプ・ノウで行われたUEFAチャンピオンズリーグ 2016-17ラウンド16 2ndレグ・パリ・サンジェルマンFC対FCバルセロナの試合を担当。この試合は1stレグでPSGに0-4で敗れたバルセロナが6-1で勝利し、後に「カンプ・ノウの奇跡」と呼ばれる大逆転劇を生むが、この試合のレフェリングについて、国際的な報道機関、特にDer Tagesspiegelなどのドイツのスポーツメディアから批判を受けた。試合後、PSGはUEFAに対し、アイテキンがこの試合で10回のレフェリングミスがあったと訴え、アイテキンは以降のチャンピオンズリーグ2シーズンにおいて、少数のマイナーグループの試合のみを担当させ、主要なカードから事実上排除した 。
2017年4月、彼はボルシア・ドルトムントとアイントラハト・フランクフルトの間で行われたDFBポカール決勝の審判に任命された。
2017年9月13日に行われたUEFAチャンピオンズリーグ 2017-18 グループE第1節・NKマリボル対スパルタク・モスクワの試合を担当したが、この試合でスパルタクのサポーターが焚いた発煙筒がロケット弾のようにピッチ内に飛び出し、アイテキンをかすめてピッチ内に着弾するというトラブルがあった。
2017年10月、中国サッカー協会の招きを受け八百長問題に揺れる中国スーパーリーグの審判を担当した。

## 私生活
トルコ系ドイツ人のアイテキンはバイエルン州オーバーアスバッハに住む。審判としてのキャリアに加えて、彼はウェブサイトFitnessmarkt.deとAnwalt.deを共同設立した起業家でもある。